# Stazione di Sumiyoshi-Higashi
La stazione di Sumiyoshi-Higashi (住吉東駅?, Sumiyoshi-Higashi-eki) è una stazione ferroviaria delle Ferrovie Nankai situata nel quartiere di Sumiyoshi-ku, nella città di Osaka. La stazione è servita dalla linea Kōya delle ferrovie Nankai, e fermano solamente i treni locali.

## Linee e servizi
Ferrovie Nankai
● Linea Nankai Kōya

## Struttura
La stazione è dotata di due marciapiedi laterali e quattro binari passanti, di cui solo i due esterni utilizzati per i treni che fermano in questa stazione.
| 1 | ● Linea Nankai Kōya                                        | per Nakamozu (serv. diretto via ferrovia Semboku per Izumi-Chūō), Kawachinagano, Hashimoto e Kōyasan |
| 2 | Binario utilizzato per i treni in transito che non fermano | Binario utilizzato per i treni in transito che non fermano                                           |
| 3 | Binario utilizzato per i treni in transito che non fermano | Binario utilizzato per i treni in transito che non fermano                                           |
| 4 | ● Linea Nankai Kōya                                        | per Shin-Imamiya, Imamiyaebisu e Namba                                                               |

## Stazioni adiacenti
| «                             | Servizio          | »                 |
| Linea Nankai Kōya             | Linea Nankai Kōya | Linea Nankai Kōya |
| ----------------------------- | ----------------- | ----------------- |
| Tezukayama                    | Locale            | Sawanochō         |
| Tutti gli altri treni passano |                   |                   |